# 热血篮球
《热血篮球》（直譯為“熱血！街頭籃球～加油Dunk Heroes～”）是一款由Technōs Japan制作和发行的藍球体育游戏。游戏于1993年12月22日在日本地区紅白機发行，是Technōs Japan最後一款紅白機遊戲。
游戏的情节为國夫参加在美国的街头篮球巡回赛。游戏中，每边篮球框为上下叠加的两个，玩家可以进行投篮和灌篮。
本作由亞克系統於2020年2月20日在任天堂Switch和PlayStation 4歐美地區發行的《雙截龍系列 + 熱血系列懷舊合集》（Double Dragon & Kunio-kun: Retro Brawler Bundle）中收錄，並首次英文本地化。